# Charles Dickson

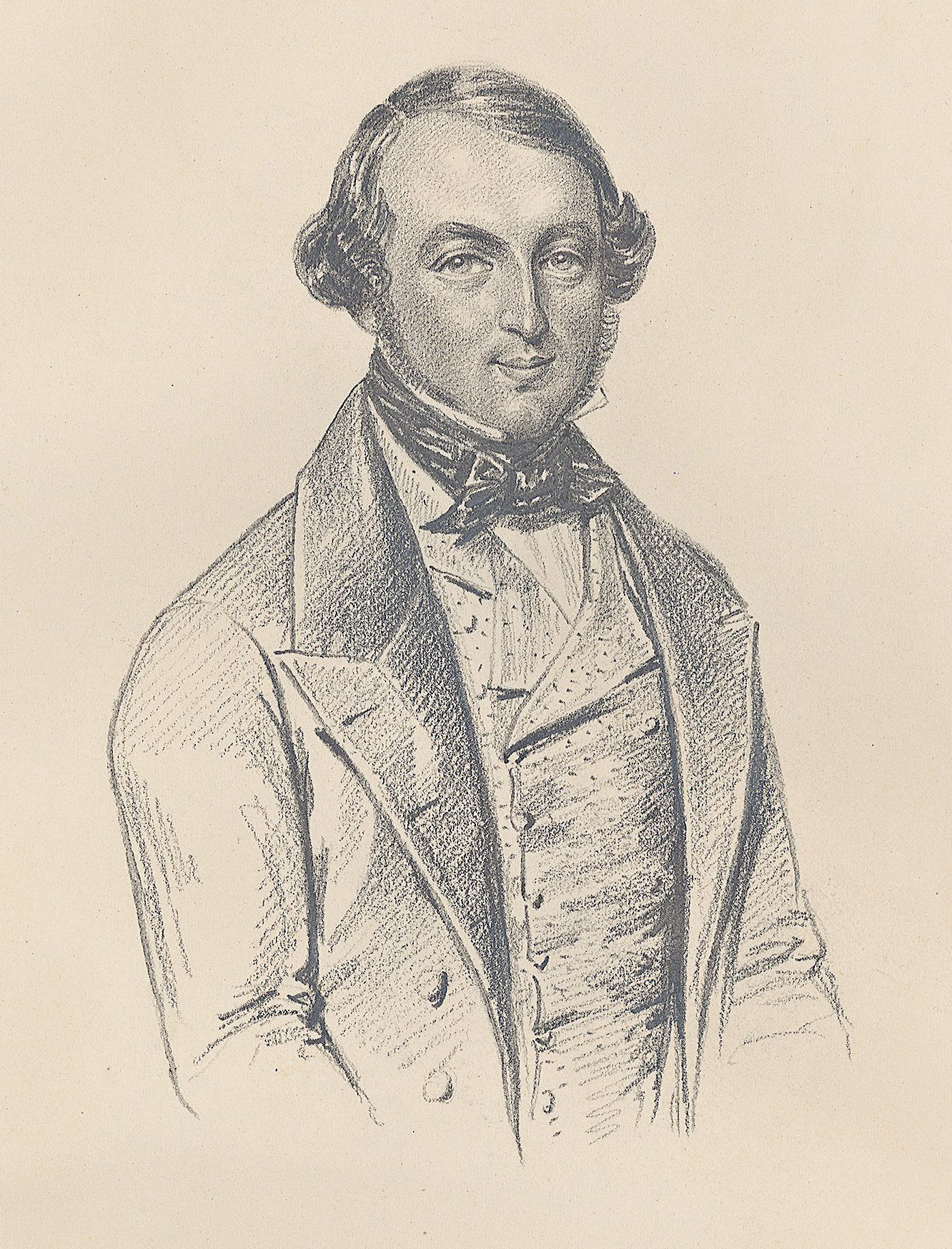
Charles Dickson. Teckning av Maria Röhl 1840.

Charles Dickson, född 28 januari 1814 i Göteborg, död 1 april 1902 i Stockholm, var en svensk läkare, kommunpolitiker och riksdagsman.

## Biografi
Dickson genomgick Göteborgs handelsinstitut 1826–1830, tog 1830 studentexamen i Uppsala samt blev 1837 medicine doktor. 1837–40 besökte han de förnämsta medicinska läroanstalterna i Tyskland, Schweiz, Frankrike och England. 1840 blev han bataljonsläkare vid Göta artilleriregemente men fick på begäran avsked 1845 och upphörde 1858 även med sin enskilda praktik.
I Göteborg deltog Dickson flitigt i kommunens allmänna angelägenheter. Han var 1848–1864 ledamot av fattigvårdsstyrelsen (1851–1862 dess ordförande), 1867–72 ordförande i folkskolestyrelsen och från den nya kommunallagens tillämpning 1863 till 1882 stadsfullmäktige.
Dickson var ordförande i Försäkrings AB Svea 1866–1884 samt vice ordförande i Göteborgs och Bohus läns Sparbank 1865–1880 samt ordförande 1880–1884.
I riksdagen var Dickson 1867–1872 ledamot av första kammaren för Göteborgs och Bohus läns valkrets, från 1873 var han, invald i Göteborgs stads valkrets, ledamot av andra kammaren till 1886 och därefter till 1895 som representant för samma stad i första kammaren. Under sin första period där tillhörde han vid alla riksdagarna konstitutionsutskottet. I andra kammaren hörde han till de mest oförsonliga motståndarna till lantmannapartiets försvars- och skattepolitik och gjorde det till ett nöje av att så tydligt som möjligt uttala det. Motståndarna hämnades genom att hålla honom utom utskottsarbetet. Vid januaririksdagen 1887 insattes Dickson av Första kammaren och i konstitutionsutskottet, men då han, såsom ökänd frihandlare, ej var att räkna på för en politisk aktion emot ministären Themptander, fann vid majriksdagen samma år den protektionistiska majoriteten icke för sina planer tjänligt att behålla honom i utskottet. Under sin återstående riksdagsmannabana var han endast en gång ledamot av ett utskott: ett särskilt utskott 1890.
I olikhet med åtskilliga andra av de så kallade högerfrihandlarna, föranleddes ej Dickson att av med tullstriden sammanhängande tilldragelser modifiera sina konservativa politiska åsikter utan höll sig fortsättningsvis långt åt högra flygeln. 
Livligt intresserad av sociala frågor, var Dickson 1856 medlem av en välgörenhetskongress i Bryssel och 1857 anordnade han efter dess mönster en likadan i Stockholm. 1862 fick han av regeringen uppdrag att delta i den i London församlade kongressen "för de sociala vetenskapernas utveckling". 1867 deltog han vid den i Paris hållna konferensen för förbättrande av arbetsklassens ställning och presenterade där en på franska egenhändigt författad rapport om arbetarklassens ställning i de tre nordiska rikena.
Samma år, 1867, förordnades också till medlem i den av regeringen tillsatta kommittén för utarbetande av en ny fattigvårdslag. Han blev 1848 ledamot, var 1859–1868 sekreterare och sedan 1878 hedersledamot i Vetenskaps- och vitterhetssamhället.

## Familj
Charles Dickson var son till Robert Dickson (1782–1858) och Wilhelmina Charlotta, född Bratt, i hennes andra gifte. Gift den 14 februari 1843 i Göteborg med Eva Amalia Ekström (1821–1899), dotter till borgmästaren, lagman Peter Ulrik Ekström och Elisabeth Beata Roos.
Charles Dickson var bror till James Dickson (1810–1873) och Edward Dickson samt far till  Robert Dickson (1843–1924), William Dickson (1845–1926), Emilia "Emmy" Dickson, gift Hallencreutz (1847–1933), James Henry Dickson (1851–1920), Margret "Maggie" Dickson, gift Löwenhielm (1853–1927), Harriet Dickson, gift Schale (1855–1931) och Agnes Dickson, gift Mörner (1860–1924).
Makarna Dickson är begravda på Stampens kyrkogård i Göteborg.